# La Sinistra (Slovenia)
La Sinistra (in sloveno Levica) è un partito politico sloveno di orientamento socialista fondato il 24 giugno 2017 a seguito della confluenza di due distinti soggetti politici:
- Partito per lo Sviluppo Sostenibile della Slovenia (Stranka za Trajnostni Razvoj Slovenije - TRS);
- Iniziativa per il Socialismo Democratico (Iniciativa za Demokratični Socializem - IDS).

Entrambi i partiti facevano parte dell'alleanza Sinistra Unita (Združena levica - ZL); ad essa aveva aderito anche il Partito Democratico del Lavoro (Demokratična stranka dela - DSD), il quale, tuttavia, non ha poi aderito al soggetto unitario.
A livello europeo è membro del Partito della Sinistra Europea (Stranka evropske levice).
Il segretario del partito è Luka Mesec. In occasione delle elezioni parlamentari del 2018 ha ottenuto nove seggi all'Assemblea nazionale.

## Storia
La formazione del nuovo soggetto politico è stata approvata dal 90% dei membri del TRS e dall'80% dei membri dell'IDS. Luka Mesec, già a capo dell'IDS e portavoce di Sinistra Unita, è stato eletto coordinatore all'unanimità, sua vice è stata eletta Violeta Tomič, proveniente dall'IDS. Pochi giorni dopo l'unificazione ufficiale, uno dei sei deputati eletti da Sinistra Unita ha formalizzato l'uscita dal gruppo parlamentare, lasciando cinque parlamentari a La Sinistra.
La Sinistra non ha presentato candidati alle elezioni presidenziali del 2017, sostenendo invece il tentativo di candidatura dell'indipendente Andrej Rozman - Roza (poeta, scrittore, drammaturgo, attore e traduttore sloveno).
Alle elezioni parlamentari del 2018 La Sinistra ha ottenuto il 9,29% dei voti eleggendo 9 deputati all'Assemblea Nazionale. Dopo le elezioni ha fornito il sostegno esterno al governo di Marjan Šarec. In disaccordo con le riforme della sanità e delle pensioni proposte dal governo, La Sinistra ha ritirato il sostegno al governo nel Novembre 2019. In seguito alla caduta del governo Šarec nel gennaio 2020, La Sinistra si è schierata all'opposizione del terzo governo di Janez Janša. Il parlamentare Trček ha lasciato il partito nel Marzo 2020 aderendo ai Socialdemocratici.

## Ideologia
In vista delle elezioni parlamentari del 2018, La Sinistra ha presentato un programma che vede tra i suoi punti principali il miglioramento delle condizioni dei lavoratori e l'aumento dei salari, l'aumento degli investimenti in istruzione e ricerca, la lotta alla corruzione, una riforma dell'Unione europea che permetta il mantenimento e l'espansione dello stato sociale e l'uscita della Slovenia dalla NATO (OTAN).

## Deputati
Eletti all'Assemblea nazionale in occasione delle parlamentari del 2018
- Matej Tašner Vatovec (capogruppo)
- Miha Kordiš (vice-capogruppo)
- Željko Cigler (membro)
- Boštjan Koražija (membro)
- Luka Mesec (membro)
- Primož Siter (membro)
- Nataša Sukič (membro)
- Violeta Tomić (membro)
- Matej Kolenc (segretario del gruppo)

## Risultati elettorali
| Elezione          | Voti   | %    | Seggi  |
| ----------------- | ------ | ---- | ------ |
| Parlamentari 2018 | 81.689 | 9,29 | 9 / 90 |
| Europee 2019      | 30.983 | 6,43 | 0 / 8  |
| Parlamentari 2022 | 53.234 | 4,46 | 5 / 90 |